# Irdanene
Irdanene (sum. ÌR-ne-ne, odczyt imienia niepewny) – władca mezopotamskiego miasta Uruk, panujący w końcu XIX w. p.n.e., następca Anama, pokonany przez Rim-Sina I, króla Larsy (1822-1763 p.n.e.).
Nie są znane żadne inskrypcje tego władcy, ale zachowały się cztery jego „nazwy roczne” i odciski pieczęci cylindrycznych dwóch jego poddanych. O pokonaniu Irdanene wspomina czternasta „nazwa roczna” Rim-Sina I z Larsy: „Rok (w którym) armie Uruk, Isin, Babilonu, Sutu, Rapiqum i Irdanene, króla Uruk, zostały zniszczone bronią”.